# 淡海槐堂

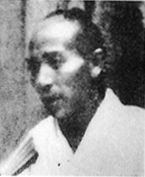
淡海槐堂肖像写真

淡海 槐堂（おうみ かいどう、文政5年12月1日（1823年1月12日） - 明治12年（1879年）6月19日）は勤王家・文人。漢詩人の江馬天江は実弟。
本姓は下坂氏。名は緝、字は敬天。号は槐堂のほか、重涂・頑山史。近江の人。

## 略歴
近江国坂田郡中村（現在の滋賀県長浜市）の下坂篁斎の子として生まれる。3歳のときに京都の薬種商武田家の養子となる。安政2年（1855年）に、醍醐家に仕えて功績が認められて同家の侍となり、板倉姓を賜り、従六位下筑前介に叙任されている。
勤王の志に篤く、七卿落ちや天誅組・長州藩などを資金援助。坂本龍馬・中岡慎太郎にも惜しみなく支援を行っている。
元治元年（1864年）に起きた禁門の変後に幕府に捕らえられ3年間獄中の身となる。のちに赦免され、慶応4年（1868年）3月に大津裁判所参謀や宮内中録に任ぜられと、淡海（おうみ）と改姓した。しかし、新政府と意見が合わずすぐに辞任。
明治3年（1870年）には位記を返上、槐堂を号し、多くの文人と交遊して文雅三昧に暮らした。享年58。
槐堂は、梁川星巌に就いて漢詩を学び、書画・篆刻も能くした。実弟江馬天江の編集した『高古印譜』に槐堂の自刻した印影が多く掲載されている。『円山勝会図録』にも名がみえ煎茶を嗜んだ。
坂本龍馬の誕生祝いに槐堂が自作して贈ったといわれる「梅椿図」は「坂本龍馬関係資料」のうちの1点として、日本の重要文化財に指定されている（京都国立博物館所蔵）。この掛け軸には近江屋で龍馬と中岡慎太郎が暗殺されたときの血痕が数カ所残されている。
槐堂は進取の気性に富み、長崎からカメラを取り寄せ自ら撮影に取り組んだ。安政6年（1859年）、槐堂が撮影した鳩居堂7代目当主熊谷直孝の肖像は京都市最古の写真とされる（京都市指定文化財）。
明治36年（1903年）、正五位を追贈された。

## 註
1. ↑  慶応3年（1867年）10月11日、中岡慎太郎が金300両を借りた記録が残っている
2. ↑  板倉姓を返上後に槐堂を号したことから板倉槐堂の呼称は正しくない。
3. ↑  明治8年（1875年）、その年に没した熊谷直孝の追善法要のために京都東山円山にて開催された煎茶会に陳列された書画の図録
4. ↑  田尻佐 編『贈位諸賢伝 増補版 上』（近藤出版社、1975年）特旨贈位年表 p.20